# Giochi olimpici estivi silenziosi del 1931
I Giochi olimpici estivi silenziosi del 1931 fu la terza edizione del Deaflympics, che li organizzò in Germania a Norimberga.

## Partecipanti
- Germania
- Austria
- Belgio
- Cecoslovacchia
- Danimarca
- Francia
- Finlandia
- Italia
- Norvegia
- Paesi Bassi
- Regno Unito
- Ungheria
- Svezia
- Svizzera

## Discipline
- Atletica leggera
- Nuoto
- Tennis
- Apnea
- Tiro a segno
- Calcio
- Ciclismo

## Medagliere
Paese ospitante
| Pos.   | Paese          | Oro | Argento | Bronzo | Totale |
| ------ | -------------- | --- | ------- | ------ | ------ |
| 1      | Germania       | 14  | 12      | 7      | 33     |
| 2      | Danimarca      | 10  | 2       | 4      | 16     |
| 3      | Francia        | 5   | 8       | 7      | 20     |
| 4      | Svezia         | 4   | 3       | 0      | 7      |
| 5      | Belgio         | 3   | 1       | 3      | 7      |
| 6      | Finlandia      | 2   | 5       | 2      | 9      |
| 7      | Ungheria       | 2   | 1       | 0      | 3      |
| 8      | Norvegia       | 1   | 1       | 2      | 4      |
| 9      | Italia         | 1   | 1       | 0      | 2      |
| 10     | Austria        | 0   | 4       | 4      | 8      |
| 11     | Gran Bretagna  | 0   | 2       | 7      | 9      |
| 12     | Cecoslovacchia | 0   | 2       | 1      | 3      |
| Totale | Totale         | 42  | 42      | 37     | 121    |